# Cadências Obstinadas
Cadências Obstinadas (em francês:  Cadences obstinées) é um filme de drama romântico luso-francês realizado por Fanny Ardant e produzido por Paulo Branco. Foi protagonizado por Ricardo Pereira, Asia Argento e Franco Nero. O filme foi lançado na França a 8 de janeiro de 2014 e em Portugal a 27 de março de 2014.

## Elenco
- Asia Argento como Margo
- Franco Nero como Carmine
- Gérard Depardieu como Pai Villedieu
- Nuno Lopes como Furio
- Tudor Aaron Istodor como Gabriel
- Ricardo Pereira
- Johan Leysen como Wladimir
- Mika como Lucio
- André Gomez como Patrocinador
- Laura Soveral como Mãe Carmine